# Стайківські обрії
Ста́йківські о́брії — загальнозоологічний заказник місцевого значення в Україні.  Розташований на теренах Стайківської сільської ради Кагарлицького району Київської області. 

## Загальні відомості
Площа 212 га. Створений відповідно до рішення 35 сесії Київської обласної ради V скликання від 21 жовтня 2010 року. Землекористувачем теренів заказника є Стайківська сільська рада. 
Вона включає два заплавні острови площею 50 га, розташовані за 550 м від берега водосховища, прилеглу акваторію Канівського водосховища завширшки 300 м, крутий берег водосховища площею 8 га в районі колишнього глиняного кар'єру. Після заповнення чаші канівського водосховища (1976 р.) поблизу села Стайки утворилось декілька заплавних островів, які були остаточно сформовані алювіальними відкладеннями (переважно принесеними течією пісками). Острови покриваються водою при весняних повенях і виступають при пониженні рівня води водосховища спекотного літа. Через це острови не використовуються у господарських цілях. На Дніпрі до заповнення водосховища існував ряд островів поміж річними рукавами, які не затоплювались повністю під час весняних повеней, а влітку поміж ними утворювались багаті рибою мілини і окремі водойми посеред пересохлого річища. 
За поданням Національного екологічного центру України, Інституту зоології імені І. І. Шмальгаузена, Інституту ботаніки імені М. Г. Холодного розглядається можливість входження заказника до проектованого Національного природного парку «Дівички»

## Опис

### Флора
На островах переважає заплавний ландшафт з лучно-болотяною рослинністю, видами, що переносять весняне затоплення повеневими водами. У прибережній водній рослинності першочергову роль відіграють рогіз вузьколистий, очерет звичайний, куга озерна, стрілолист, сусак зонтичний, частуха ланцетна. Тут ростуть заплавні верби та вільхи. Добре розвинена водяна рослинність у затоках поміж островами, основу якої складають рдесники: пронизанолистий, гребінчастий, блискучий та плавучий, елодея канадська, ряска мала, череда трироздільна, спіродела багатокоренева. Велику цінність становить одна з найпівнічніших на Дніпрі популяцій реліктового водяного горіха, занесеного до Червоної книги України, Додатку I Бернської конвенції. 
Присутні у заплаві островів рідкісні угрупування водних рослин занесені до Зеленої книги України. У заплавах зустрічаються два під'яруси угруповання рдесника довгого (формація Potamogetoneta praelongi). У наводному ярусі домінують спірадела багатокоренева, ряска мала, рдесник плаваючий. Густий другий підводний ярус формують переважно рдесник довгий (60-70% формації), елодея канадська. Іншим поширеним є угрупуванням рдесника туполистого (Potamogetoneta obtusifolii). У ньому середньогустий травостій, що складається з трьох під'ярусів. У першому розрідженому домінує стрілолист стрілолистий. У другому надводному домінують ряска мала, спіродела багатокоренева, рдесник плаваючий, рдесник злаколистий. Третій підводний ярус утворює рдесник туполистий (30-70%), елодея канадська. Найбільш рідкісною є угруповання формації стрілолисту стрілолистого (Sagittarieta sagittifoliae) Асоціації. Водяногоріхово-звичайнострілолистова (Sagittarietum (sagittifoliae). Травостій складається з 2-3 ярусів, де у першому надводному домінує стрілолист стрілолистий (60-90%). Другий густий під'ярус утворюють співедифікатори — водяний горіх плаваючий (30-35%), ряска мала, спіродела багатокоренева та інші. 

### Фауна
Та найголовнішою роль заказника полягає у збереженні рідкісних видів фауни, підтриманні шляхів міграції птахів.
У акваторії заказника живуть, нерестяться до 30 видів риб. Серед них перебувають під захистом згідно положень Додатку до Бернської конвенції такі види, як щипавка звичайна, йорж дунайський, синець звичайний, чехоня, білизна звичайна, сом.
На теренах заказника виявлено багато видів лускокрилих, бабок, твердокрилих та інших видів комах. Серед них бабки Кордулегастер кільчастий та дозорець-імператор, занесені до Червоної книги України. Трапляються на березі червонокнижні метелики — махаон, подалірій, поліксена, ведмедиця-господиня. Поширені бджоли-теслі — звичайна та фіолетова, джміль моховий. Трапляються 9 видів земноводних, частина з яких охороняється міжнародними угодами.
Найчисельнішими видами у заказнику є птахи, як перелітні, так і ті, що тут гніздяться. Серед останніх дрібних птахів зустрічаються три види очеретянок. Велика чисельність дрібних птахів приваблює сюди хижих, як то яструба великого та малого, канюка звичайного, зимняка, луня очеретяного, що перебувають у захисному переліку Бернської конвенції. Інколи сюди прилітають чорні шуліки, дорослі орлани-білохвости, що охороняються згідно міжнародних угод та Червоної книги України.
Біля села Стайки зосереджені комплекси островів у заплаві Дніпра, що приваблюють перелітних птахів. Вони зупиняються тут для поповнення сил. Тимчасові скупчення таких птахів можуть сягати 6 000-10 000 особин. До появи Канівського водосховища на островах у заплаві Дніпра також зупинялись мігруючі птахи. Тут помічені лебеді-шипуни, гуси сірі, водяні курочки, чаплі та інші. Акваторія заказника є частиною Дніпровського екологічного коридору, що є одним з головних європейських шляхів сезонних міграцій птахів і ключовою складовою Національної екологічної мережі України. Його включено до міжнародної мережі ІВА територій BirdLife International за номером 017.